# Bubblegum Boy
"Bubblegum Boy" é uma canção da cantora estadunidense de música pop Pia Mia com a participação da cantora do Disney Channel Bella Thorne, conhecida por protagonizar a série de televisão Shake It Up. Composta por Babyface, Tony Dixon e Khris and Alvin, a faixa foi lançada em 5 de dezembro de 2011, porém não foi incluida em nenhum álbum das duas artistas.

## Composição e lançamento
A canção foi composta pelo cantor e músico estadunidense Babyface, conhecido por trabalhar com diversos grandes artistas como Whitney Houston nas faixas "Exhale (Shoop Shoop)" e "I'm Your Baby Tonight", Mariah Carey em "Never Forget You" e "When You Believe", Madonna na canção "Take a Bow" e Beyoncé com a recente "Best Thing I Never Had". A produção também ficou por conta de Babyface em parceria com o DJ irlandês Tony Dixon e a dupla Khris and Alvin. Em 14 de setembro de 2011 uma prévia da canção é liberada no canal oficial de Pia Mia no Youtube, sendo que enfim em 5 de dezembro enfim a canção é lançada oficialmente para o iTunes.

## Videoclipe
Em 14 de setembro é liberado um pequeno vídeo de 1:21 minuto onde pode-se ver Pia Mia e Bella Thorne em estúdio gravando a faixa, o especulando-se que o videoclipe da canção seria passado apenas em estúdio. Em 4 de dezembro é anunciado a canção teria um videoclipe oficial pela gravadora Babyface. Porém em 11 de dezembro é lançado apenas um lyric video da faixa, um videoclipe animado com a composição da canção mostrada de forma dinâmica, não aparecendo as duas artistas.

## Faixas
| Download digital |                 |                |                                       |         |  |
| N.º              | Título          | Compositor(es) | Produtor (es)                         | Duração |  |
| 1.               | "Bubblegum Boy" | Babyface       | Babyface, Tony Dixon, Khris and Alvin | 3:10    |  |

## Histórico de Lançamento
| Local          | Data                  | Formato          | Gravadora              |
| -------------- | --------------------- | ---------------- | ---------------------- |
| Estados Unidos | 5 de dezembro de 2011 | download digital | FaceTone Entertainment |